# Lissiza
Die Lissiza (russisch Лисица, Большая Лисица, Bolschaja Lissiza, „Große Lissiza“) ist ein rechter Nebenfluss des Ket in der russischen Oblast Tomsk.

## Flusslauf
Die Lissiza durchfließt das Westsibirische Tiefland in südlicher Richtung und mündet nach 414 km von Norden kommend, etwa 10 km nordöstlich von Bely Jar, in den Ob-Nebenfluss Ket. Die Lissiza entwässert eine Fläche von 7980 km². Am Pegel Lissiza beträgt der mittlere Abfluss 56 m³/s. Im Februar und im März beträgt das Monatsmittel 21,8 m³/s, während im Mai 187 m³/s im Mittel erreicht werden.
Ihre wichtigsten Nebenflüsse sind die Raiga von rechts und die Kotodscha von links. Die Lissiza weist fast entlang ihres gesamten Flusslaufs enge Mäander auf. Der gleichnamige Ort Lissiza liegt am Unterlauf des Flusses. An der Lissiza wird Fliegenfischen betrieben.